# Кривоносов, Пётр Тимофеевич
Пётр Тимофеевич Кривоносов (17 января 1907, Елисаветградский уезд, Херсонская губерния — 23 февраля 1985, Целинный район, Курганская область) — комбайнёр молочного совхоза «Усть-Уйский» Министерства совхозов СССР, Усть-Уйский район Курганской области. Герой Социалистического Труда (1951).

## Биография
Пётр Кривоносов родился 17 января 1907 года в крестьянской семье в деревне Федосеевка Елисаветградского уезда Херсонской губернии. Это может быть: деревня Федосеевка Витязевской волости, деревня Федосеевка (Савичевка), ныне в составе села Червоновершка Компанеевской волости или хутор Федосеевка Александровской волости. Ныне территории этих упразднённых (или объединённых) населённых пунктов входят в Кропивницкий район Кировоградской области Украины.
С 1926 года проживал в деревне Ивановка Усть-Уйского (с 1963 года — Целинного) района, ныне Целинный муниципальный округ Курганской области (уточнить: это деревня Ивановка Половинского сельсовета в то время Долговского района, хутор Ивановка Чернякинского сельсовета Кочердыкского района или село Иванково Иванковского сельсовета Усть-Уйского района). В 1930 году вступил в колхоз «Пролетарий» Усть-Уйского района.
С 1934 году трудился трактористом и комбайнёром в совхозе «Усть-Уйский» Усть-Уйского района.
В 1950 году на сцепке из двух комбайнов «Сталинец-6» намолотил 12893 центнера зерновых за 35 дней. Указом Президиума Верховного Совета СССР от 7 июня 1951 года за достижение в 1950 году высоких показателей ан уборке и обмолоте зерновых культур удостоен звания Героя Социалистического Труда с вручением ордена Ленина и золотой медали «Серп и Молот».
В последующие годы неоднократно перевыполнял план по уборке и обмолоту зерновых. В 1956 году убрал 876 гектаров и в 1960 году обмолотил 6 тысяч центнеров зерновых.
Был членом рабочего комитета совхоза, неоднократно избирался депутатом Курганского областного Совета депутатов трудящихся.
В 1967 году вышел на пенсию. Проживал в Целинном районе Курганской области, ныне Целинный муниципальный округ той же области.
Пётр Тимофеевич Кривоносов скончался 23 февраля 1985 года <где?>. Похоронен <где?>.

## Семья
Пётр Кривоносов был женат. С женой Александрой Андреевной воспитал сыновей Василия и Владимира.

## Награды
- Герой Социалистического Труда — указом Президиума Верховного Совета СССР от 7 июня 1951 года
  - Медаль «Серп и Молот»
  - Орден Ленина
- Юбилейная медаль «За доблестный труд. В ознаменование 100-летия со дня рождения Владимира Ильича Ленина»
- Медаль «За доблестный труд в Великой Отечественной войне 1941—1945 гг.»
- Медаль «За освоение целинных земель»
- Звание «Почетный гражданин села Костыгин Лог», 26 января 1968 года

## Память
- Улица П.Т. Кривоносова в селе Костыгин Лог Целинного района Курганской области.